# Osteokalcin

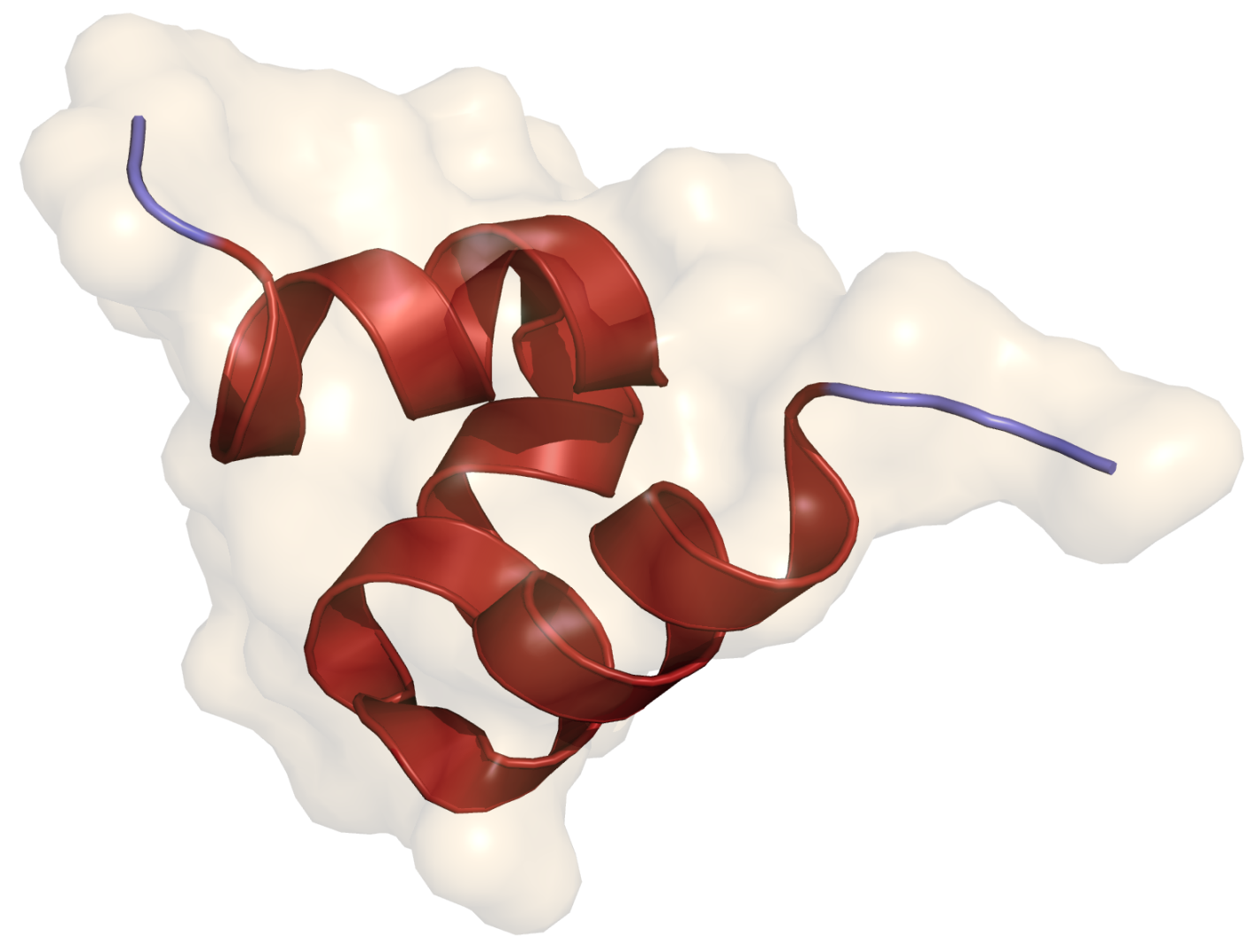
Osteokalcin

Osteokalcin je nekolagenní bílkovina, vyskytující se v kostech a zubovině. Je produkován kostními buňkami osteoblasty a podílí se na mineralizaci kosti, výstavbě kostí i zubů a jak se zjistilo v roce 2007, působí také jako hormon stimulující vyšší produkci inzulinu ve slinivce břišní.

## Použití jako biochemického markeru kostní formace
Osteokalcin je produkován osteoblasty díky přítomnosti vitamínu K. Často je používán jako biochemický marker pro proces kostní formace. Bylo pozorováno, že vysoké sérové koncentrace osteokalcinu relativně velmi dobře korelují s nárůstem hustoty kostního minerálu, tzv. BMD (z angl. Bone Mineral Density). V mnoha studiích je osteokalcin používán jako předběžný marker před podáním anabolických léků.